# ژانگ تیان
ژانگ تیان (انگلیسی: Zhang Tian؛ زادهٔ ۳۰ سپتامبر ۱۹۸۰) تیرانداز اهل چین بود. وی در بازی‌های المپیک تابستانی ۲۰۱۲ حضور داشته‌است.